# Luci Juni Pacià
Luci Juni Pacià (en llatí Lucius Junius Pacianus) va ser un militar romà del segle i aC.
Va servir sota Juli Cèsar a Hispània l'any 45 aC i el seu cap el va enviar, amb sis cohorts i un cos de cavalleria per defensar Úlia, que era atacada pels pompeians. El seu nom (Pacianus o Paccianus) apareix també com Paciacus, que no és un nom romà, i s'ha proposat llegir-lo també com a Paciaecus.